# Black River, New York
Black River är ett municipalsamhälle (village) i Jefferson County i delstaten New York. Vid 2010 års folkräkning hade Black River 1 348 invånare.